# Yacuambi (canton)
Yacuambi est un canton d'Équateur situé dans la province de Zamora-Chinchipe.